# Heringia nudifrons
Heringia nudifrons är en tvåvingeart som först beskrevs av Charles Howard Curran 1921.  Heringia nudifrons ingår i släktet gallblomflugor, och familjen blomflugor.
Artens utbredningsområde är Oregon. Inga underarter finns listade i Catalogue of Life.